# Miłków (województwo dolnośląskie)

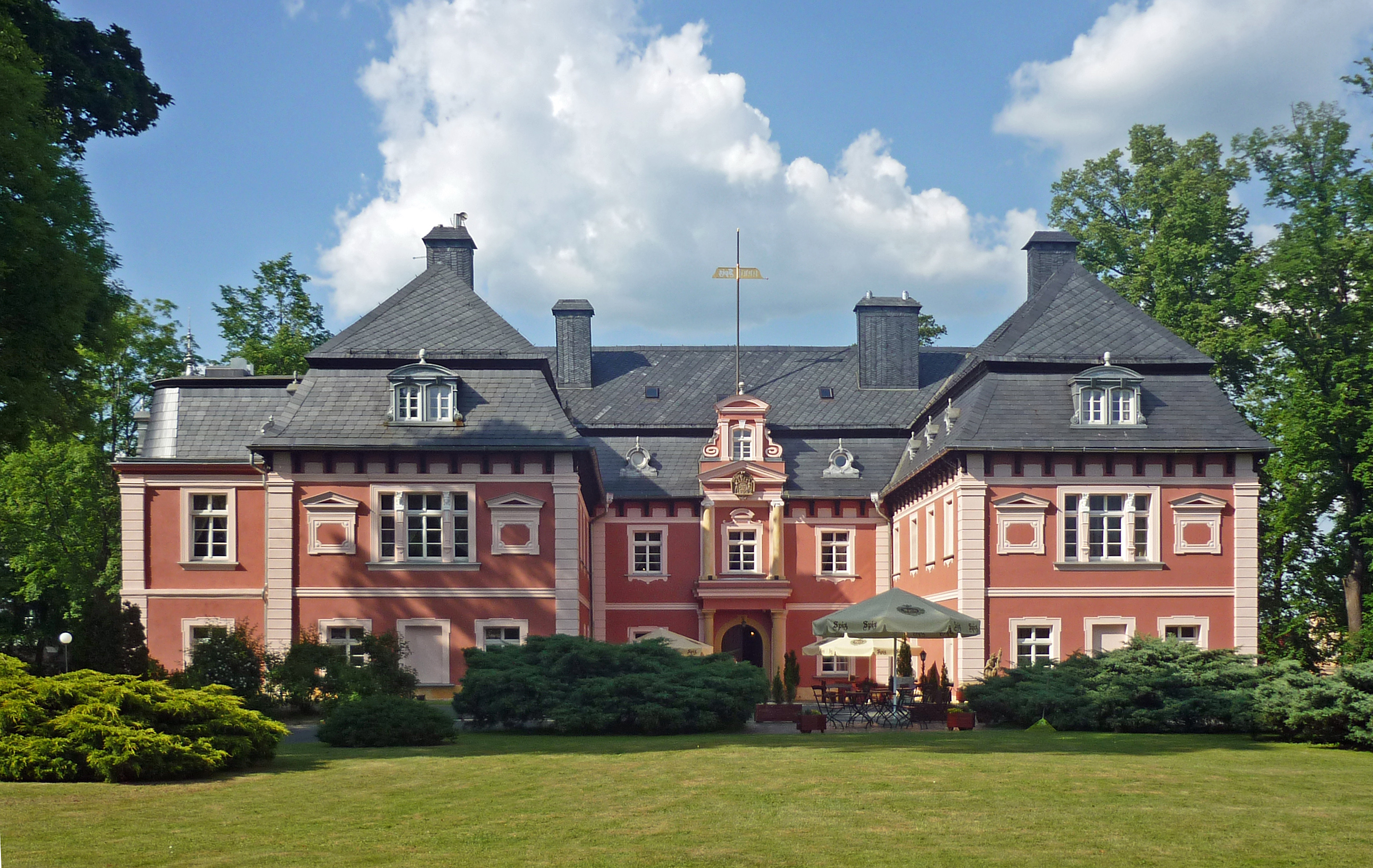
Pałac w Miłkowie

Miłków (do 1945 niem. Arnsdorf, do marca 1946 Hlondów) – wieś w Polsce położona w województwie dolnośląskim, w powiecie karkonoskim, w gminie Podgórzyn. Jej część stanowi Brzezie Karkonoskie. 

## Położenie
Zwarta i łańcuchowa zabudowa tej miejscowości ciągnie się w górę potoku Miłkówka przez ponad 4 km. Od XVII do XIX wieku Miłków był wraz z Karpaczem ośrodkiem zielarstwa, którym parali się tzw. laboranci.

## Demografia
Jest to największa miejscowość w gminie Podgórzyn. Według Narodowego Spisu Powszechnego posiadała 2076 mieszkańców (III 2011 r.).

## Gospodarka i turystyka
W roku 1969 we wsi uruchomiony został oddział firmy Polar. Znajduje się tu też Leśny Bank Genów Kostrzyca.

## Historia

### Nazwy wsi
- 1305 Arnoldi villa, Arnoldivilla circa Hyrsberc
- 1394 Arnoldisdorf,
- 1400 Arnsdorff,
- 1668 Arnssdorffischen,
- 1765 Arnsdorf,
- 1786 Arnoldsdorf, Arnsdorf,
- 1945 Hlondów, Jurantów, Jarantów,
- 1946 Miłków[8]

### Przynależność terytorialna
- Do połowy XVIII wieku – wieś w księstwie jaworskim.
- Do 1818 r. w powiecie jeleniogórsko-świerzawskim.
- Do 1945 r. w powiecie jeleniogórskim (od 1 IV 1938 w składzie miasta Kowary)[9]
- Do 1973 r. wieś gromadzka w powiecie jeleniogórskim.
- Do 1975 r. w gminie Podgórzyn, w powiecie jeleniogórskim.
- Do 1990 r. w gminie Podgórzyn, w województwie jeleniogórskim.
- Do 1998 r. w gminie Podgórzyn, w rejonie jeleniogórskim, w województwie jeleniogórskim.
- Od 1999 r. w gminie Podgórzyn, w powiecie jeleniogórskim, w województwie dolnośląskim.

W latach 1954–1972 wieś należała i była siedzibą władz gromady Miłków. W latach 1975–1998 miejscowość administracyjnie należała do województwa jeleniogórskiego.
W XVII-XIX wieku wieś należała do czeskiej rodziny hr. Zierotinów, a następnie Topocanów, słynęła z kuźnic, które przetapiały rudę żelaza dowożoną z Kowar. Od początku XVII w. istniała tu papiernia, w XVIII w. wieś była ośrodkiem ziołolecznictwa i hodowli owiec. W latach dwudziestych i trzydziestych XX w. nieruchomość we wsi (dom nr 38, obecnie nr 33) posiadał późniejszy Generał marszałek polny Wehrmachtu, Erich von Manstein.  W okresie II wojny światowej we wsi siedzibę miało przedstawicielstwo kolaboracyjnych jednostek azerskich przy niemieckim ministerstwie spraw zagranicznych, w owym czasie ewakuowanym do Karpacza.

## Zabytki
Do wojewódzkiego rejestru zabytków wpisane są obiekty:
- kościół parafialny pw. św. Jadwigi, przebudowany w latach 1542-1546, otrzymał wówczas polichromowany, kasetowy strop, renesansowe portale z lat 1542/1543, w obecnej postaci z XVIII w., I wzmianka 1399 r. - nazwisko pierwszego proboszcza: Nicolaus Berner. Wewnątrz skromny, barokowy wystrój, gotycka rzeźba Madonny z 1450 r., figura Chrystusa Frasobliwego z połowy XVI wieku[15]. Na zewnętrznym murze barokowe epitafia "laborantów" z Karpacza, pręgierz z XVII w;
- cmentarz przy kościele, w murze cmentarnym trzy krzyże pokutne;
- kościół ewangelicki (w ruinie) z 1755, z pseudogotycką wieżą z 1863 roku;
- cmentarz;
- zespół pałacowy, z XVII w., przebudowany w XVIII w. i na przełomie XIX/XX w., ul. Wiejska 218:
  - pałac, z lat 1666-1667[16], przebudowany w 1768 r.
  - park
  - willa – dom gościnny, z przełomu XIX/XX w.
  - stajnia

W murze cmentarnym znajdują się trzy krzyże pokutne. Opodal w ogrodzeniu pozostałość pręgierza, a na wzgórzu na południowy wschód od wsi ruiny murowanej szubienicy, używanej w latach 1684-1715.
W gminnej ewidencji zabytków znajdują się budynki przy ul. Kolejowej nr 53, 56, 57, 58 oraz Wiejskiej nr 4 (dwukrotnie), 5, 11, 17, 23, 30, 31, 34, 40, 43, 47, 49, 51, 52, 61, 64, 65, 66, 68, 69, 70, 72, 74, 78, 80, 82, 84, 86, 87, 90, 92, 93, 98, 100, 108, 125, 128, 132, 150, 153, 159a, 164, 167, 187, 195 oraz stanowiska archeologiczne we wsi.

## Wspólnoty wyznaniowe
- Kościół rzymskokatolicki:
  - parafia św. Jadwigi[18]
- Świadkowie Jehowy:
  - zbór, Sala Królestwa[19].